# Поліомієліт
Поліомієлі́т (від дав.-гр. πολιός — сірий, дав.-гр. µυελός — мозок і лат. itis — запалення; застаріле — дитячий спинальний параліч) — гостре інфекційне захворювання, яке спричинює поліовірус. Хвороба здатна перебігати з ураженням ЦНС, із виникненням парезів і паралічів, іноді може закінчуватися смертю хворого.
Вірус поліомієліту передається від людини до людини через фекалії та слину, особливо через заражену їжу та воду. Найбільш вразливими до поліомієліту є діти віком до п'яти років. Поліомієліт невиліковний, але його поширенню можна запобігти шляхом вакцинації. Вакцину від поліомієліту вводять кілька разів, і вона захищає людину впродовж усього її життя.
Всесвітня організація охорони здоров'я (ВООЗ) відносить поліомієліт, який спричинює дикий вірус, до тих інфекційних захворювань, які виявили здатність чинити серйозний вплив на здоров'я населення і можуть швидко поширюватися в міжнародних масштабах та увійшли до переліку подій, які можуть становити надзвичайну ситуацію в галузі охорони здоров'я. Через це цю хворобу відносять до таких, що їх регулюють сучасні Міжнародні медико-санітарні правила 2005 року.

## Завдання ліквідації поліомієліту, який спричинює дикий поліовірус, на Землі

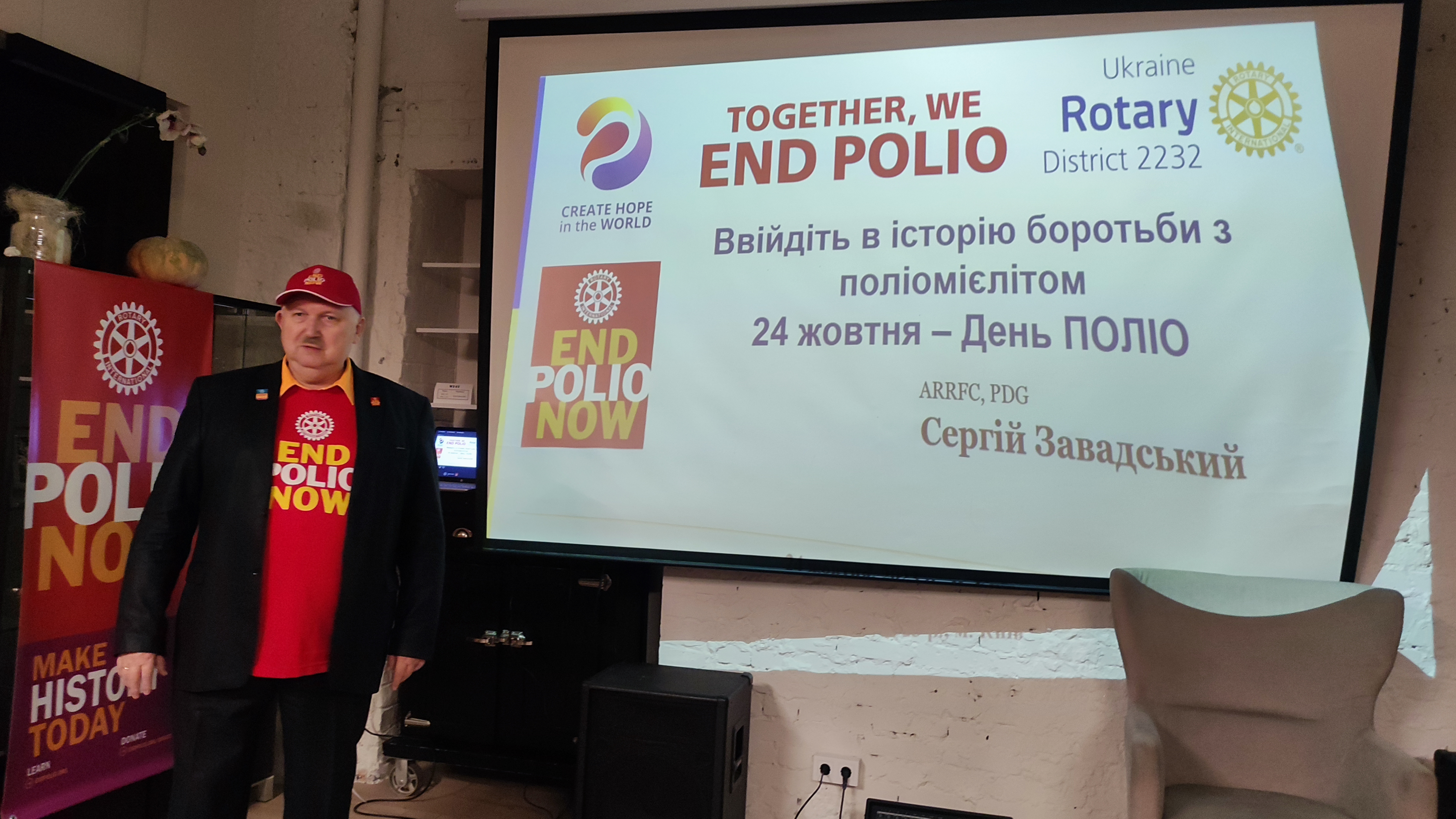
Відзначення Всесвітнього дня боротьби з поліомієлітом ротарійцями в Києві, жовтень 2023

У 1988 році 41-а сесія Всесвітньої асамблеї ВООЗ ухвалила резолюцію про ліквідацію поліомієліту, який спричинює дикий поліовірус, у світі. Це поклало початок Глобальній ініціативі з ліквідації поліомієліту (ГІЛП — англ. GPEI), очолюваної національними урядами, ВООЗ, Ротарі Інтернешнл (англ. Rotary International), Центрів США по контролю і профілактиці захворювань (англ. CDC), ЮНІСЕФ та за підтримки ключових партнерів, зокрема Фонд Білла і Мелінди Гейтс. Це сталося після сертифікації ліквідації натуральної віспи у 1980 році, за наявності прогресу в 1980-х роках по ліквідації поліомієліту в Америці. ВООЗ поставила завдання ерадикації поліомієліту, який спричинює дикий поліовірус, впровадженням суцільної вакцинації. Критерії ліквідації поліомієліту на тій чи іншій території були визначені ВООЗ як відсутність циркуляції вірусу протягом щонайменше 18 місяців для 2-го типу та 6 місяців для 1-го і 3-го типів. Упродовж дії цієї ініціативи на кінець 2018 року чотири регіони були сертифіковані як звільнені від поліовірусу: регіон Північної та Південної Америки (1994 р.), Західна частина Тихого океану (2000 р.), Європейський регіон (2002 р.) та регіон Південно-Східної Азії (2014 р.). Станом на середину 2015 року вважалось, що лише у двох країнах Азії — Афганістані та Пакистані — ще не ліквідоване передавання поліомієліту, який спричинює дикий поліовірус. В Африці йшов відлік часу, необхідного для визнання Африканського регіону вільним від циркуляції дикого поліовірусу, але 11 серпня 2016 року влада Нігерії повідомила про перші з липня 2014 року два випадки паралітичного поліомієліту, які спричинив дикий поліовірус, у північній провінції Борно, де циркуляція вірусу востаннє спостерігалась ще в 2011 році. Була розпочата негайна кампанія вакцинації у відповідному регіоні. У світі до цього випадку станом на серпень 2016 року зареєстрували 21 випадок поліомієліту, який спричинив дикий поліовірус, у двох країнах світу — Афганістані й Пакистані. На сьогодні циркулює лише 1-й тип поліовірусу, а 2-й та 3-й вже не виявляються в природі.
У деяких країнах (зокрема, в Україні), де сертифіковано ліквідацію передавання дикого поліовірусу, спостерігаються окремі випадки захворювання дітей на в'ялі паралічі, які пов'язані з вакциноасоційованими поліовірусами. Такі випадки спричинені низьким рівнем вакцинації населення, використанням переважно живих вакцин.

## Історичні відомості

### Ендемічна фаза поліомієліту в історії

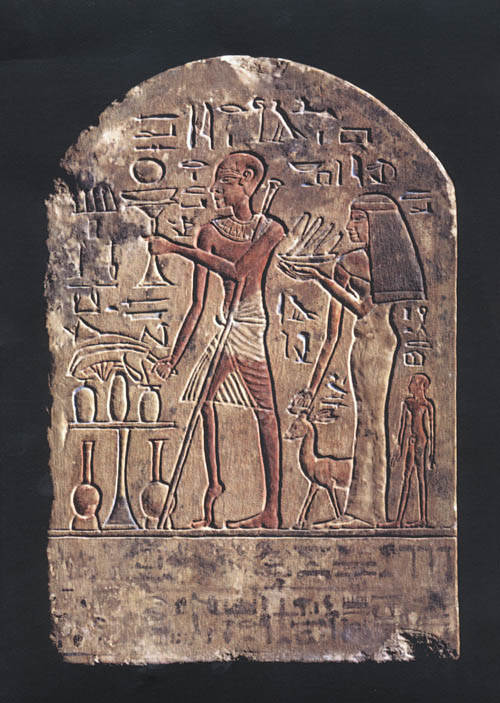
За припущеннями істориків, зображення хворого на поліомієліт, Єгипет, XVIII династія 1403—1365 рр. до н. е.

Поліомієліт — хвороба, яка відома людям уже кілька тисячоліть. На відміну від інших поширених хвороб, як-от грип, холера, чума, до кінця XIX ст. великі епідемії поліомієліту були невідомі. У давніх джерелах, у яких згадується про поліомієліт, йдеться про поодинокі випадки хвороби. Найдавнішим свідченням існування поліомієліту є кам'яна давньоєгипетська стела епохи XVIII династії (1403—1365 рр. до н. е.). На стелі зображений молодий жрець із деформованою ногою та милицею. Гіпократ та Гален описують у своїх працях клишоногість, що може бути результатом поліомієліту. Але у працях греків також йдеться лише про поодинокі випадки. Так само рідкісною була ця хвороба в часи Середньовіччя. Про велику кількість хворих на поліомієліт відомо з документів XVII—XVIII століть. Із середини XIX ст. поліомієліт з'являється у Західній Європі та США з таким перебігом, що в багатьох хворих залишаються наслідки хвороби на все життя. Була зафіксована велика кількість хворих в окремих населених пунктах: французьке село на Атлантичному узбережжі, англійське містечко у графстві Ноттінгемшир, кілька містечок в американському штаті Луїзіана, а також у Швеції. У кожному з цих місць було виявлено десятки випадків захворювання на поліомієліт. Хворіли завжди діти в ранньому віці. Випадки хвороби фіксувалися завжди влітку.
Збільшення випадків поліомієліту призвело до глибшого дослідження хвороби медиками. У 1838 р. на конференції вчених природничих наук у Фрайбурзі Якоб Гейне зробив повідомлення про гострий параліч ніг у дітей. Через два роки він описав перебіг хвороби, яку назвав «спінальним дитячим паралічем» (нім. Spinale Kinderlähmung). Інші лікарі називали також цю хворобу «атрофічним паралічем». Жан Луї Прево і Едме Вюльп'ян ґрунтовно описали у 1865 р. патологоанатомічні зміни, спричинені поліомієлітом. Адольф Куссмауль анатомічно локалізував хворобу в сірій речовині спинного мозку і вперше у 1874 році запропонував назву Poliomyelitis acuta anterior — гострий передній поліомієліт. Адольф Штрюмпель у 1884 р. припустив, що поліомієліт є інфекційною хворобою.

### Епідемічна фаза поліомієліту в історії
Парадоксальним чином поліомієліт набув особливого поширення внаслідок загального покращення гігієни наприкінці XIX століття, що призвело до посилення автоімунних реакцій організму. Коли в 1887 році у Стокгольмі було виявлено численні випадки хвороби, Карл Оскар Медін визначив поліомієліт як епідемічну хворобу. Першою науково описаною епідемією поліомієліту був спалах хвороби в 1894 році у США, відомий під назвою «епідемія поліомієліту в Оттер Велей».
У Європі й США регіональні епідемії траплялися кожні 5–6 років. Однією з найбільших епідемій був спалах хвороби в східних штатах США у 1916 році, коли від поліомієліту загинуло 6000 чоловік. У Європі епідемії були зокрема у 1932 році в Німеччині (3700 випадків) та у 1934 році в Данії (4500 випадків). Серед потерпілих від епідемії 1921 року в США був майбутній президент США Франклін Делано Рузвельт, який заснував у 1938 році Національну фундацію з боротьби проти поліомієліту (англ. National Foundation for Infantile Paralysis).
У середині XX століття зростання захворюваності на поліомієліт набуло в багатьох країнах Європи та Північної Америки характер національного лиха. У 1908 р. німецькими дослідниками К. Ландштайнером та Е. Поппером доведена вірусна етіологія захворювання. У 1949 р. Д. Ендерс разом з Т. Веллером та Ф. Роббінсом змогли культивувати вірус на культурі клітин. за що в 1954 р. отримали Нобелівську премію. У середині XX ст. була розроблена лабораторна діагностика поліомієліту та отримана вакцина (1959 р., інактивована вакцина, Джонас Солк; жива пероральна вакцина, Альберт Себін. Саме пероральна вакцина Себіна була визнана ВООЗ найдієвішою).
Завдяки широкому застосуванню вакцинації проти поліомієліту з 60-х років XX ст. захворюваність стрімко знижувалася. У 1988 р. на 44-й сесії Всесвітньої асамблеї охорони здоров'я була прийнята резолюція про ліквідацію поліомієліту у світі. Це поклало початок Глобальній ініціативі з ліквідації поліомієліту, скерованої ВООЗ. На 2013 р. залишаються ендемічними по поліомієліту лише три країни (Афганістан, Нігерія та Пакистан). Для порівняння: у 1988 р. число таких країн перевищувало 125. В ендемічних наразі країнах існує проблема з вакцинацією населення. Через це в країни, які були до того сертифіковані ВООЗ як вільні від вірусу, протягом 2009—2010 рр. відбувалися занесення інфекції з цих ендемічних регіонів.
2002 року в Нью-Йоркському університеті було створено перший синтетичний вірус поліомієліту.

### Нещодавні випадки поліомієліту
Час від часу трапляються локальні спалахи хвороби, які не переростають в епідемію.
- 2006 року поліомієліт було зафіксовано на півночі Нігерії. Причиною спалаху стали атенуйовані віруси типу II, які внаслідок мутації стали вірулентними[16].
- У Таджикистані у 2010 році до 29 червня було зареєстровано понад 643 випадків хвороби, що становило 75 % всіх випадків захворювання у світі. Спалах поліомієліту в Таджикистані вбив 29 дітей, понад 480 людей були паралізовані. Усі хворі проживали на південному заході країни неподалік від Душанбе. Як реакція на спалах, було проведено щеплення більше 3 млн дітей в Таджикистані та сусідніх Узбекистані й Афганістані. Вірус, що походив з індійського штату Уттар-Прадеш, поширився аж до Росії, Казахстану та Туркменістану, де були зафіксовані 18 випадків захворювання на поліомієліт та один летальний випадок[17].
- 7 грудня 2010 року ВООЗ повідомила про 179 смертей та 476 паралізованих у Республіці Конго внаслідок вірусу типу I. Вірус, очевидно, походив з Індії й потрапив у Конго через Анголу. Спалах був визнаний як особливо небезпечний, оскільки смертність сягала до 42 % хворих; хворіли не лише діти, а й люди похилого віку[18]. Хвороба спалахнула в Конго у жовтні 2010 року[19].
- 2011 року було зафіксовано десятки випадків хвороби в Пакистані. Згодом вірус було занесено до Сіньцзян-Уйгурського автономного району в Китаї[20]. Китай зреагував на спалах хвороби масовим щепленням дітей.
- З жовтня 2013 року ВООЗ підтвердила 39 випадків поліомієліту в Сирії. Це десятки паралізованих дітей та сотні можливих носіїв вірусу. 5—10 % паралізованих помирають. Сусідні до Сирії держави розпочали масштабні кампанії з імунізації для запобігання поширенню поліомієліту[21].
- Станом на 6 жовтня 2016 року в Нігерії виявлено три випадки поліомієліту, який спричинив дикий поліовірус I типу. Це сталося через два роки після визнання країни вільною від циркуляції дикого поліовірусу. Два з цих випадків відбулись із розвитком паралічів[22]. 25 серпня 2020 року ВООЗ сповістила, що сертифікує Африканський регіон вільним від циркуляції дикого поліовірусу[23]
- 8 липня 2022 року в Алжирі виявлено випадок вакцинасоційованого поліомієліту, спричиненого дериватним штамом II типу (cVDPV2)[24].
- 14 вересня 2022 року ВООЗ повідомила, що вивчає випадки виявлення в стічних водах Великої Британії дериватного вакцинного штаму II типу поліовірусу (cVDPV2) і виділення його як зі стічних вод, так і від першого з 2013 року хворого на вакцинний паралітичний поліомієліт у США[25].

#### Ситуація в Україні
- Станом на 1 вересня 2015 року в Україні зафіксовано два випадки поліомієліту[26], породженого дериватним штамом вакцинасоційованого поліовірусу I типу[27]. Захворіли двоє дітей віком 4 роки та 10 місяців. Обидві дитини не були до того вакциновані від поліомієліту. Початок паралічів у них сталися 30 червня та 7 липня 2015 року відповідно. Обидва випадки трапилися у Закарпатській області. Україна на сьогодні сертифікована як звільнена від циркуляції дикого поліовірусу, але входить до тих територій, де циркуляція дикого поліовірусу може бути поновлена через те, що в Україні низьке охоплення вакцинацією — у 2014 році лише 50 % дітей були повністю вакциновані від поліомієліту. На сьогодні продовжується обговорення з національними органами охорони здоров'я, щоб спланувати і здійснити термінову відповідь на цей спалах. Спалах відповідає міжнародно визнаним стандартам, прийнятими Всесвітньою асамблеєю охорони здоров'я в травні 2015 року, і вимагає в осередку мінімум трьох великомасштабних додаткових заходів з імунізації із застосуванням пероральної вакцини проти поліомієліту, що треба розпочати протягом двох тижнів після підтвердження спалаху і має за мету охоплення вакцинацією 2 млн дітей у віці до п'яти років. У багатьох країнах світу, які ВООЗ сертифікувала як звільнені від такої циркуляції, виникають поодинокі випадки, зумовлені вакцинасоційованим вірусом, у тих дітей, які не були піддані до цього вакцинації[28]. У минулі роки на теренах України щорічно відбувалося від 3 до 7 випадків поліомієліту, спричиненого вакцинасоційованим поліовірусом.
- У 2016 році в Україні зареєстрований випадок вакцинасоційованого поліомієліту, спричиненого дериватним штамом II типу (VDPV2) був в Одеській області[29].
- 1 вересня 2021 року в Рівненській області в багатодітній сім'ї у 1,5 річної дитини виявлено гострий в'ялий парез ніг, що було підтверджено в референс-лабораторії в Гельсинки як спричинений дериватним штамом вакцинасоційованого поліовірусу II типу (VDPV2). У ще 6 дітей з цієї сім'ї виявлено наявність цього збудника за відсутності клінічних змін. Генетичне секвенування показало, що вірус тісно пов'язаний з екологічним ізолятом у Таджикистані. Вірус, виділений з поточного зареєстрованого випадку в Рівному, не пов'язаний зі спалахом 2015 року чи ізолятами 2016 року. В області працює команда епідеміологів і вірусологів Національного Центру громадського здоров'я МОЗ України, обласного Центру контролю та профілактики хвороб МОЗ України. Здійснюються першочергові заходи з реагування на епідеміологічну загрозу: пошук контактних осіб, збір та аналізи їхніх біологічних матеріалів, детальне вивчення осередку[29][30].

## Етіологія
Збудник поліомієліту (poliovirus hominis) етіологічно належить до групи пікорнавірусів родини ентеровірусів (кишкових вірусів) та існує у вигляді трьох незалежних типів (I, II і III). Розміри вірусу — 8—12 нм, містить РНК. Стійкий у зовнішньому середовищі (у воді зберігається до 100 діб, у випорожненнях — до 6 міс), добре переносить замороження, висушення. Не руйнується травним соком та антибіотиками. Культивується на клітковинних культурах, характерна цитопатогенна дія. Гине при кип'ятінні, під впливом ультрафіолетового опромінення та дезінфекуючих засобів.

## Епідеміологічні особливості
Джерело інфекції — людина (хвора або носій, що переносить зараження безсимптомно); збудник виділяється через рот (кілька діб), а потім із випорожненнями (кілька тижнів, а іноді й місяців). Зараження може відбутися повітряно-крапельним механізмом передачі, але частіше — за допомогою фекально-орального механізму при потраплянні до рота вірусу через забруднені руки, їжу, побутовий шлях. Механічним переносником вірусу можуть бути мухи, таргани.
Захворюваність на поліомієліт переважає у літньо-осінні місяці. Частіше хворіють діти від 6 місяців до 5 років. Більшість захворювань пов'язано з вірусом типу I.
Перенесене захворювання залишає після себе стійкий, типоспецифічний імунітет.

## Патогенез

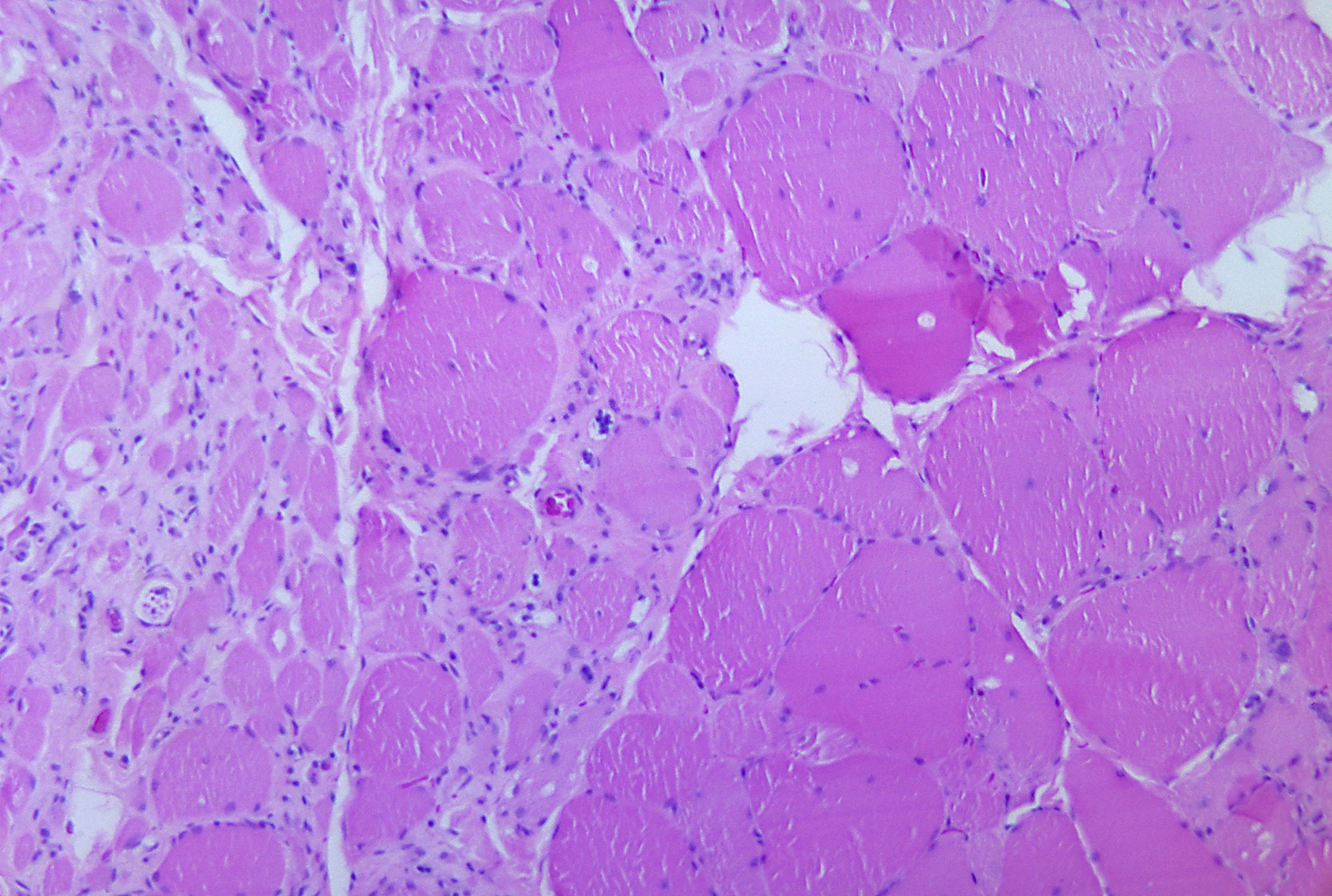
На мікрофотознімку зображена гістологічна картина денервації тканини скелетного м'яза внаслідок дії вірусу поліомієліту, що може призвести до паралічу

Вхідними воротами інфекції є слизова оболонка носоглотки або кишечника. Під час інкубаційного періоду вірус розмножується в лімфатичному глотковому кільці (мигдалики) та кишечнику, регіонарних лімфатичних вузлах, проникає у кров та досягає нервових клітин в центральній нервовій системі, викликаючи її ураження (особливо рухових клітин передніх рогів спинного мозку та ядер черепно-мозкових нервів). Нервові клітини зазнають дистрофічно-некротичних змін, розпадаються та гинуть. Менш виражених змін зазнають клітини мозкового стовбура, підкоркових ядер мозочка та ще меншою мірою — клітини рухових ділянок кори головного мозку та задніх рогів спинного мозку. Часто відмічається гіперемія та клітинна інфільтрація м'якої мозкової оболони. Загибель 1/4—1/3 нервових клітин в потовщеннях спинного мозку веде до розвитку парезу. Повні паралічі виникають при загибелі не менше 1/4 клітинного складу.
Після закінчення гострих явищ, загиблі клітини заміщуються гліозною тканиною з виходом у рубцювання. Розміри спинного мозку (особливо передніх рогів) зменшуються: при однобічному ураженні відмічається асиметрія. У м'язах, іннервація яких постраждала, розвивається атрофія. Зміни внутрішніх органів незначні — у перший тиждень відмічається картина інтерстиціального міокардиту.

## Експериментальний патогенез у тварин
При інтрацеребральному, інтраспінальному і підшкірному зараженні поліовіруси спричиняють поліомієліт у шимпанзе, макак-резусів, зелених мавп. До вірусу типу II чутливі бавовникові пацюки та білі миші. Тварини захворюють на 3—8 добу після зараження, у них виникають в'ялі паралічі м'язів кінцівок та спини.

## Класифікація
| 1. За типом - Типові (з ураженням ЦНС) * Непаралітичні (менінгеальна, абортивна) * Паралітичні (спінальна, бульбарна) - Атипові * Стерта * Безсимптомна | 2. За тяжкістю перебігу - Легка форма - Середньотяжка форма - Тяжка форма Критерії тяжкості : - Виразність синдрому інтоксикації - Виразність рухових порушень | 3. За перебігом (характером) - Гладкий перебіг - Негладкий * З ускладненнями * З нашаруванням вторинної інфекції * Із загостренням хронічних захворювань |

Абортивна форма проходить із загальними неспецифічними симптомами (катаральні явища, шлунково-кишкові розлади, загальна слабкість, підвищення температури тіла тощо); ці випадки найнебезпечніші в епідеміологічному відношенні.
Менінгеальну форму виявляють у вигляді серозного менінгіту.
За найпоширенішої з паралітичних форм поліомієліту — спінальної — після загальноінфекційних симптомів з'являються паралічі м'язових груп, що їх іннервують рухові клітини спинного мозку. На ногах найчастіше уражається іннервація: чотириголового м'язу, привідних м'язів, згинальних м'язів стопи; на руках: дельтоподібного м'язу, триголового м'язу і супінаторів передпліччя. Особливо небезпечний параліч діафрагми, що призводить до тяжкого порушення дихання.
Бульбарна форма обумовлена ураженням різних відділів довгастого мозку, а понтинна — ураженням ядра лицевого нерва.
При непаралітичних формах захворювання зазвичай закінчується повним одужанням, при паралітичних формах функції уражених м'язів відновлюються не повністю, дефект зберігається довічно. Найважчі випадки, особливо з ураженням дихальних центрів довгастого мозку, можуть призвести до смерті.

### Диференціальна діагностика
| Ознака                             | Поліомієліт                                                          | Синдром Гієна-Барре                                                                    | Травматичний неврит після в/м ін'єкції            | Поперечний мієліт                                       |
| ---------------------------------- | -------------------------------------------------------------------- | -------------------------------------------------------------------------------------- | ------------------------------------------------- | ------------------------------------------------------- |
| Прогресування паралічу             | Розвивається через 24—48 годин                                       | Від кількох годин до 10 діб                                                            | Від кількох годин до 4 діб                        | Від кількох годин до 4 діб                              |
| Гарячка на початку захворювання    | Висока, супроводжує появи млявого паралічу, наступного дня проходить | Не часто                                                                               | з'являється до, під час і після паралічу          | Рідко                                                   |
| Млявий параліч                     | Гострий, зазвичай асиметричний, зачіпає проксимальні м'язи           | Гострий, зазвичай симетричний, зачіпає дистальні м'язи                                 | Гострий, асиметричний, вражена лише одна кінцівка | Гострий, симетричний, вражені тільки нижні кінцівки     |
| Характер прогресування паралічу    | Спадний                                                              | Висхідний                                                                              |                                                   |                                                         |
| М'язовий тонус                     | В ураженій кінцівці знижений або відсутній                           | Генералізована гіпотонія                                                               | В ураженій кінцівці знижений або відсутній        | Знижений в ногах                                        |
| Сухожильні рефлекси                | Знижені або відсутні                                                 | Повністю відсутні                                                                      | Знижено або відсутні                              | Спочатку відсутні, потім з'являється гіперрефлексія     |
| Порушення чутливості               | Сильна міалгія, біль у спині, змін чутливості немає                  | Спазми, поколювання, гіпестезія долонь і стоп                                          | Біль в сідниці                                    | Втрата чутливості на нозі відповідно до зони іннервації |
| Ураження черепних нервів           | Тільки при ураженні стовбура мозку                                   | Часто — VII, IX, X, XI, XII черепні нерви                                              | Відсутня                                          | Відсутня                                                |
| Дихальна недостатність             | Тільки при ураженні стовбура мозку                                   | У тяжких випадках, посилюється при бактеріальній пневмонії                             | Відсутня                                          | Іноді                                                   |
| Вегетативні порушення              | Рідко                                                                | Часто спостерігають лабільність АТ, посилене потовиділення, коливання температури тіла | Зниження температури ураженої кінцівки            | Є                                                       |
| Спинномозкова рідина               | Помірний лімфоцитарний цитоз ≈ 10-200 мл −1                          | Білково-клітинна дисоціація                                                            | Норма                                             | Норма або помірний цитоз                                |
| Порушення сечовипускання           | Рідко                                                                | Відновлюється з часом                                                                  | Ніколи                                            | Є                                                       |
| ЕМГ на третьому тижні              | Зміни                                                                | Норма                                                                                  | Норма                                             | Норма                                                   |
| Залишкові явища через 3—12 місяців | Тяжка асиметрична атрофія м'язів, пізніше — деформація скелета       | Симетрична атрофія дистальних м'язів                                                   | Помірна атрофія тільки в ураженій кінцівці        | Атрофія після багаторічної млявої параплегії            |

## Діагностика
Діагноз «поліомієліт» ставлять на підставі клінічних, епідеміологічних і лабораторних даних. Ідентифікація збудника поліомієліту має особливе значення, оскільки інші ентеровіруси і герпесвіруси здатні спричинити схожі наслідки. Матеріали для досліджень — кров і спинномозкова рідина (СМР).
Виділення збудника поліомієліту проводять в первинних культурах тканини (ембріони) або культурах клітин HeLa, Нер-2, СОЦ тощо. Ідентифікацію поліовірусів здійснюють за цитопатичним ефектом і в РН з типовою антисироваткою.
Вірусоспецифічні AT щодо поліомієліту визначають у сироватці та СМР; виявлення високих титрів IgM вказує на наявність інфекції.

## Лікування

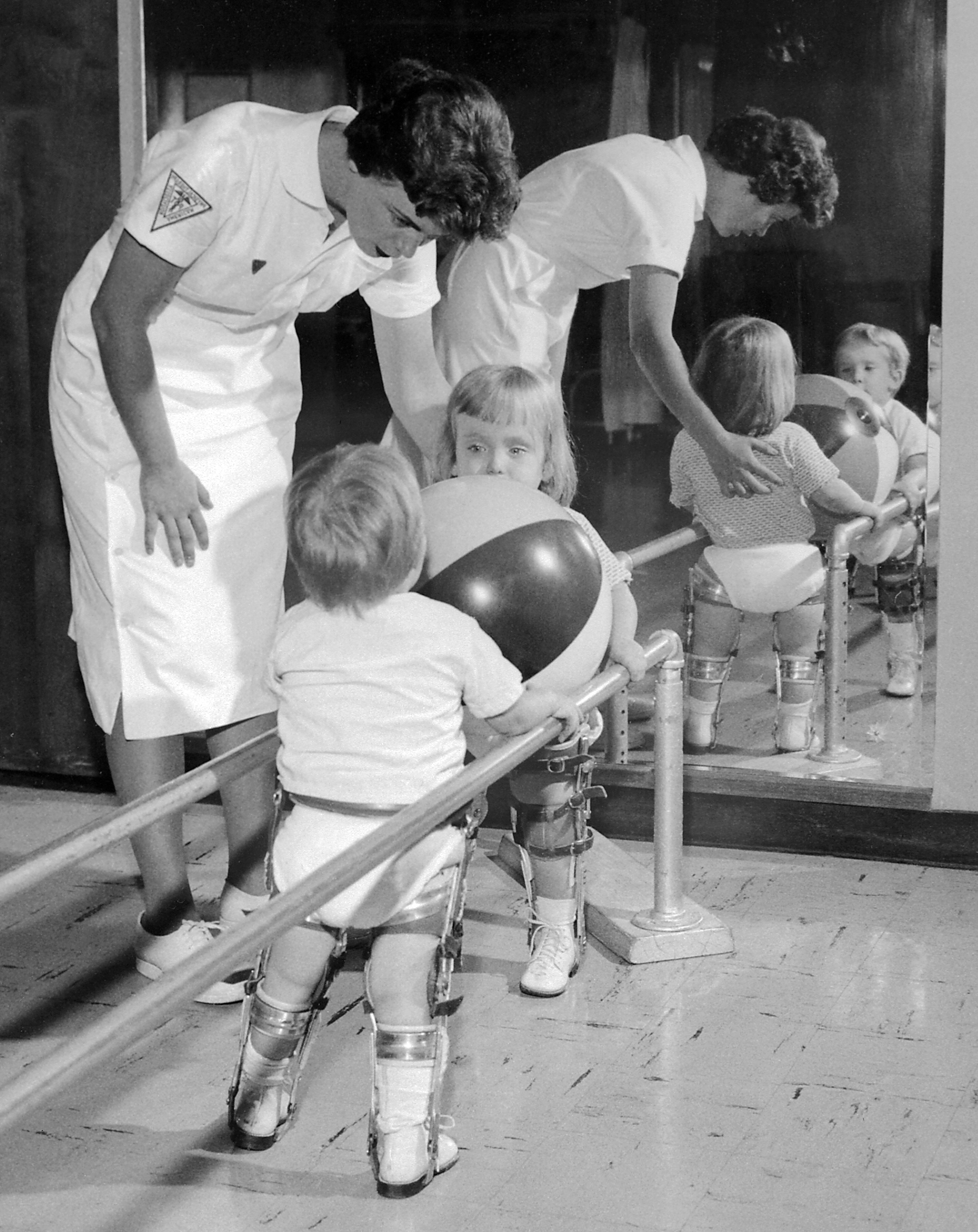
Фізіотерапевт спостерігає за проведенням фізіотерапевтичних заходів двом дітям, які перехворіли на гостру стадію поліомієліту

Етіотропного лікування немає. Призначаються постільний режим, знеболювальні та заспокійливі засоби, теплові процедури, патогенетичні засоби. Хворі підлягають обов'язковій госпіталізації. При паралітичних формах, коли розвиток паралічів закінчено (4-6 тижнів захворювання), проводять комплексне відновлювальне (фізіотерапевтичне і ортопедичне) лікування, надалі — періодичне санаторно-курортне лікування. При порушеннях дихання — лікувальні заходи, спрямовані на його відновлення, включаючи методи реанімації.

## Профілактика

### Специфічна профілактика
Головну роль у профілактиці поліомієліту відіграє вакцинація. Специфічну профілактику поліомієліту здійснюють за допомогою вакцин Солка і Себіна.
Перші поліомієлітні вакцини з'явилися в 1950-1960-х роках. Вони відразу знизили захворюваність по всьому світу. Існує два типи вакцин: інактивована Солка (підвищена імуногенність для підшкірного введення) і жива вакцина Себіна і Чумакова (для прийому всередину). До складу вакцин разом з імуногенними компонентами входять стрептоміцин та поліміксин. Ці препарати не дозволяють рости бактеріям. Обидві вакцини можуть бути як 3-валентні, так і моновалентні. Для планової вакцинопрофілактики використовують тривалентні вакцини. Моновалентну рекомендовано застосовувати в умовах епідеміологічного спалаху, який спричинює якійсь один з трьох типів вірусу.

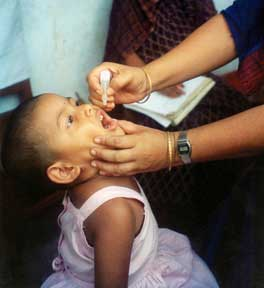
На фото зображена дитина, якій проводять вакцинацію проти вірусу поліомієліту

Інактивована вакцина містить вірус поліомієліту, вбитий формаліном. Її вводять трикратно внутрішньом'язово і це спричинює вироблення специфічного гуморального імунітету.
Жива поліомієлітна вакцина містить живий ослаблений (атенуйований) вірус, її вводять перорально, стимулює крім гуморального також і вироблення тканинного імунітету.
Дітей імунізують живою вакциною, починаючи з 1,5-однорічного віку, кілька разів за певною схемою, з інтервалами в 45 днів і більше. Вакцину дають через рот, у вигляді крапель або цукерок, або вводять внутрішньом'язово. До цього віку, з 2-х місяців застосовують інактивовану (не живу) вакцину.
ВООЗ ухвалила рішення про невикористання і вилучення 2-го типу поліовірусу з живої пероральної вакцини проти поліомієліту до квітня 2016 року. Це й відбулося повністю до цього кінцевого терміну, але в різних країнах по-різному. Зокрема в США це відбулося до 2010 року, в Японії — до вересня 2012 року. Наразі згідно з новим планом елімінації поліомієліту відбувається поступове заміщення оральної вакцини, яка включає 1-й і 3-й тип поліовірусу на одну дозу інактивованої поліовакцини. До лютого 2015 року всі держави-члени ВООЗ, крім однієї, або вже впровадили інактивовані поліовакцини, або запланували зробити це до кінця 2015 року.

### Інші заходи профілактики
Крім вакцинації, ВООЗ у 1988 році дала такі рекомендації з профілактики:
- Домогтися широкого охоплення вакцинацією немовлят, для того, щоб скоротити кількість сприйнятливих до поліомієліту дітей;
- Заснувати два загальнонаціональні дні для імунізації дітей молодше 5 років;
- Організувати кампанії з імунізації вдома;
- Організувати систему нагляду за епідеміологією поліомієліту в різних країнах.

За критеріями ВООЗ для вакцинасоційованого поліомієліту характерно:
- початок захворювання не раніше 4-х і не пізніше 30-х діб після вакцинації пероральною живою вакциною;
- для тих, що контактували з вакцинованим — початок захворювання до 60-х діб;
- розвиток асиметричних, переважно проксимальних млявих парезів та / або паралічів без порушення чутливості з ранньою атрофією в перші 3 доби хвороби;
- стійкі залишкові явища через 2 місяці;
- відсутність прогредієнтності захворювання;
- антигенна подібність виділеного вірусу з вакцинним;
- чотириразове наростання титру антитіл. Ступінь ризику оцінена комітетом ВООЗ для реципієнтів вакцини в межах 0,087-2,288, для тих, що контактували з вакцинованими — 0,135—0,645 на 1 млн щеплених. За висновком спеціального комітету ВООЗ з поліомієліту вакцина Себіна є найбезпечнішою з усіх застосовуваних у цей час.

Встановлено, що у пацієнтів з вакцинасоційованим поліомієлітом зазвичай виявляють імунодефіцитні стани. Виділення вакцинного штаму вірусу у них відбувається досить тривало, часто більше пів року, тоді як у здорових осіб цей процес триває до 2-3 місяців.
В осередку поліомієліту проводять дезінфекцію.
При підозрі на вакцинасоційовані випадки гострого поліомієліту обов'язково слід проводити диференційну діагностику з поліомієлітоподібними захворюваннями, які спричинюють ентеровіруси Коксакі та ЕСНО.

## Загроза поліомієліту для України
- Ризик поширення поліомієліту в Україні значно підвищується у зв'язку з поширенням вірусу на Середньому Сході та продовженням епідемії у Афганістані, Нігерії та Пакистані, а також частими переміщенням людей та низьким рівнем вакцинації в Україні.
- Менше 50 % українських дітей у віці до 1 року повністю вакциновані від поліомієліту[43].
- Для попередження спалаху поліомієліту потрібно вакцинувати щонайменше 95 % дітей. Це означає, що діти мають отримати три ревакцинації протягом першого року життя.
- Україна є однією із 13 країн з «червоного» переліку, які мають високий ризик спалаху поліомієліту. Іншими є Ємен, Центральноафриканська Республіка, Уганда, Сирія, Ліван, Йорданія, Південний Судан, Судан, Ірак, Малі, Джибуті та Еритрея[44].

Вакцинація є основним інструментом у запобіганні поширенню інфекційної хвороби. ВООЗ та ЮНІСЕФ в Україні сприятимуть Міністерству охорони здоров'я України в питаннях забезпечення вакцинами.
На думку фахівців МОЗ України, епідемічна ситуація щодо інфекцій, які можна попередити засобами імунопрофілактики, в Україні залишається керованою. Водночас показники охоплення щепленнями проти дифтерії, правцю, кашлюку, поліомієліту, кору, епідемічного паротиту, краснухи дитячого населення протягом 2010–2013 років, на жаль, зменшилися та становлять від 55,1 % до 87,1 %, що значно нижче рекомендованих ВООЗ показників. Це пов'язано насамперед із недофінансуванням Загальнодержавної програми імунопрофілактики впродовж 4 років, яке склало близько 400 млн грн. А на 2014 рік було виділено лише 286 млн грн., що становило 58,4 % від потреби.

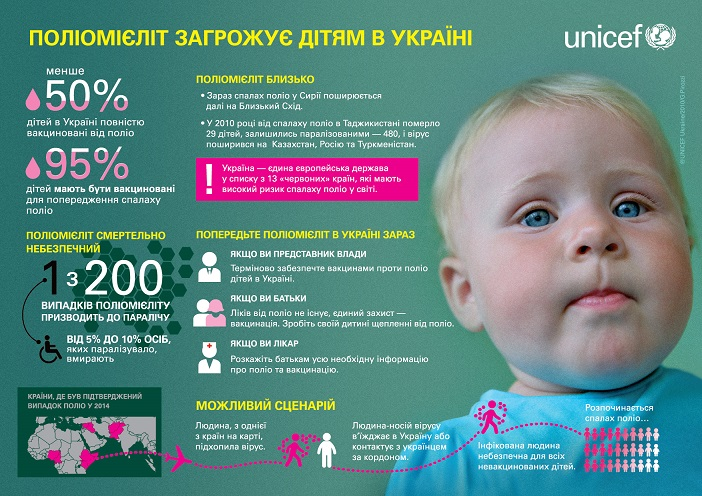
Інфографіка ЮНІСЕФ в Україні про загрозу поліомієліту для України

Рівень охоплення вакцинації в Україні на 2014 рік був найнижчим за останні 20 років. Менше половини дітей повністю вакциновані проти поліомієліту та нестабільна ситуація у країні знижує рівень охоплення навіть більше. ЮНІСЕФ закликає українську владу вжити термінових заходів для попередження спалаху поліомієліту в країні. Поліомієліт здатний дуже швидко поширитися, часто безсимптомно. В 1 з 200 захворілих на поліомієліт розвивається невиліковний параліч — отже, навіть одна дитина з діагнозом поліомієліту — це вже спалах.
Здебільшого, поліомієліт загрожує країнам із великою кількістю невакцинованих дітей, як в Україні. Проте, конкретні зусилля можуть знизити ризик поліомієліту, але діяти потрібно вже зараз.